# Mgławica Koński Łeb
Mgławica Koński Łeb (znana także jako Barnard 33 wewnątrz IC 434) – ciemna mgławica znajdująca się w konstelacji Oriona. Odkryła ją w 1888 roku Williamina Fleming na płytach fotograficznych wykonanych w Harvard College Observatory.
Mgławica jest położona zaraz poniżej gwiazdy Alnitak, najbardziej wysuniętej na wschód gwiazdy Pasa Oriona i jest częścią znacznie większego Zespołu Obłoków Molekularnych Oriona. Leży w przybliżeniu 1500 lat świetlnych od Ziemi i ma średnicę około 3,5 roku świetlnego.
Czerwony blask pochodzi od gazu wodorowego położonego głównie za Mgławicą Koński Łeb, zjonizowanego przez pobliską gwiazdę sigma Orionis. Mgławicę tę rozjaśnia znajdująca się za nią mgławica emisyjna IC 434. Ciemność mgławicy Koński Łeb jest spowodowana głównie przez gęstą warstwę pyłu, chociaż dolna część szyi Końskiego Łba rzuca cień na lewo. Strumienie gazu opuszczającego mgławicę są skierowywane przez silne pole magnetyczne. Jasne punkty przy podstawie mgławicy Koński Łeb to młode gwiazdy w procesie formowania.

## Galeria

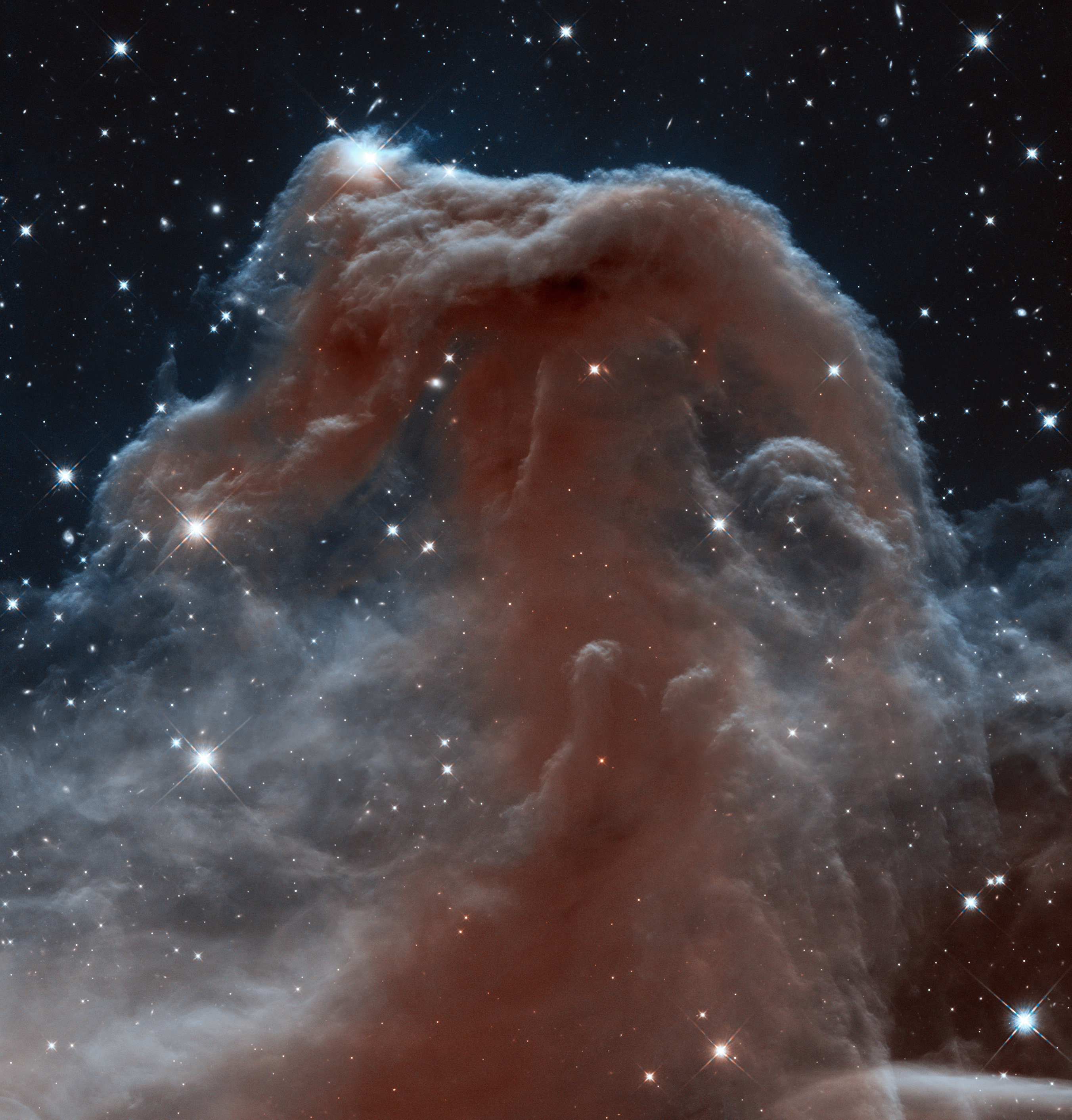
mgławica Koński Łeb widziana w podczerwieni (HST)
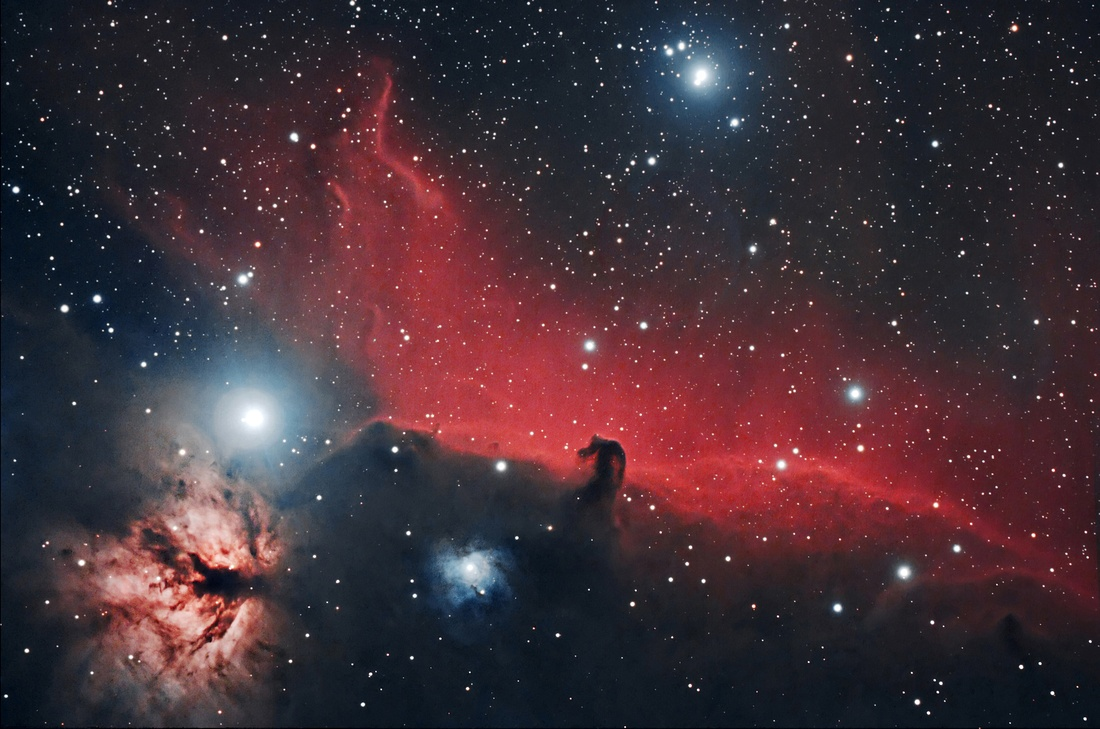
Położenie mgławicy Koński Łeb na tle IC 434